# 1370
| [ Edytuj tabelę ]                          | |
| Król Polski                                | - 1333 Kazimierz III Wielki 1370 - 1370 Ludwik Węgierski 1382                                         |
| Współksiążęta Andory                       | - 1365 Pere de Luna 1370 - 1370 Berenguer d'Erill i de Pallars 1387 - 1343 Gaston III 1391            |
| Król Anglii                                | - 1327 Edward III 1377                                                                                |
| Król Aragonii i Walencji, hrabia Barcelony | - 1336 Piotr IV Aragoński 1387                                                                        |
| Władca Azteków                             | - 1325 Tenoch 1376                                                                                    |
| Elektor Brandenburgii                      | - 1365 Otto V Leniwy 1373                                                                             |
| Książę Bawarii                             | - 1347 Stefan II 1375                                                                                 |
| Książę Burgundii                           | - 1364 Filip II Śmiały 1404                                                                           |
| Cesarz Bizancjum                           | - 1355 Jan V Paleolog 1376                                                                            |
| Car Bułgarii                               | - 1331 Iwan Aleksander 1371 - 1356 Iwan Stracimir 1396                                                |
| Cesarz Chin                                | - 1368 Hongwu 1398                                                                                    |
| Król Cypru                                 | - 1369 Piotr II 1382                                                                                  |
| Król Czech                                 | - 1346 Karol IV Luksemburski 1378                                                                     |
| Król Danii                                 | - 1340 Waldemar Atterdag 1376                                                                         |
| Władca Egiptu                              | - 1363 Al-Aszraf Szaban 1377                                                                          |
| Cesarz Etiopii                             | - 1344 Nyuaje Krystos 1372                                                                            |
| Król Francji                               | - 1364 Karol V Mądry 1380                                                                             |
| Król Gruzji                                | - 1360 Bagrat V Wielki 1393                                                                           |
| Hrabia Holandii                            | - 1358 Albert 1404                                                                                    |
| Cesarz Japonii                             | - 1368 Chōkei 1383                                                                                    |
| Kalif                                      | - 1362 Al-Mutawakkil I 1383                                                                           |
| Król Kastylii i Leónu                      | - 1369 Henryk II 1379                                                                                 |
| Patriarcha Konstantynopola                 | - 1364 Filoteusz Kokkin 1376                                                                          |
| Władca Korei                               | - 1351 Kongmin 1374                                                                                   |
| Wielki książę litewski                     | - 1345 Olgierd 1377                                                                                   |
| Cesarz Majapahitu                          | - 1350 Hajam Wuruk 1389                                                                               |
| Sułtan Maroka                              | - 1366 Abd al-Aziz I 1372                                                                             |
| Książę Mediolanu                           | - 1354 Galeazzo II 1378 - 1354 Bernabò 1385                                                           |
| Wielki książę moskiewski                   | - 1359 Dymitr Doński 1389                                                                             |
| Król Nawarry                               | - 1349 Karol II Zły 1387                                                                              |
| Król Norwegii                              | - 1343 Haakon VI Magnusson 1380                                                                       |
| Elektor Palatynatu                         | - 1356 Ruprecht I 1390                                                                                |
| Papież                                     | - 1362 Urban V 1370 - 1370 Grzegorz XI 1378                                                           |
| Król Portugalii                            | - 1367 Ferdynand I 1383                                                                               |
| Cesarz Rzymski (niemiecki)                 | - 1346 Karol IV Luksemburski 1378                                                                     |
| Kapitanowie Regenci San Marino             | - 1370 Ciappetta di Novello Ugolino di Giovanni 1370 - 1370 Guidino di Giovanni Paolo di Ceccolo 1370 |
| Car Serbii                                 | - 1355 Stefan Urosz V Nijaki 1371                                                                     |
| Elektor Saksonii                           | - 1356 Rudolf II Askańczyk 1370 - 1370 Wacław 1388                                                    |
| Król Szkocji                               | - 1329 Dawid II Bruce 1371                                                                            |
| Król Szwecji                               | - 1364 Albrecht Meklemburski 1389                                                                     |
| Król Tajlandii                             | - 1369 Ramesuan 1370 - 1370 Pha Ngua 1388                                                             |
| Sułtan Turków                              | - 1360 Murad I 1389                                                                                   |
| Doża Wenecji                               | - 1367 Andrea Contarini 1382                                                                          |
| Król Węgier                                | - 1342 Ludwik Andegaweński 1382                                                                       |
| Wielki mistrz zakonu krzyżackiego          | - 1351 Winrich von Kniprode 1382                                                                      |

Rok 1370 / MCCCLXX
stulecia: XIII wiek ~
XIV wiek ~
XV wiek

lata: 1360 «
1365 «
1366 «
1367 «
1368 «
1369 «
1370
» 1371
» 1372
» 1373
» 1374
» 1375
» 1380

## Wydarzenia w Polsce
- 5 listopada – śmierć Kazimierza Wielkiego - koniec dynastii Piastów na polskim tronie, na tron wstąpił jego siostrzeniec Ludwik Węgierski.
- Przybycie do Polski Ludwika Węgierskiego (Ludwik Andegaweński).
- 17 listopada – Ludwik Węgierski koronowany na Wawelu na króla Polski (Polska Andegawenów - początek unii polsko-węgierskiej).
- miał miejsce najazd litewski na Sandomierskie i Lubelskie[1].

- Osieczna otrzymała prawa miejskie.
- Hasso von Wedel opanował polski zamek w Santoku, który następnie otrzymał jako lenno od margrabiego brandenburskiego.

## Wydarzenia na świecie
- 17 lutego – Krzyżacy pokonali Litwinów w bitwie pod Rudawą.
- 22 kwietnia – w Paryżu rozpoczęto budowę Bastylii.
- 24 maja – traktat stralsundzki (kończący konflikt między Danią i Ligą Hanzeatycką o przywileje handlowe w północnej Europie).
- 14 sierpnia – Karlove Vary otrzymały prawa miejskie.
- 29 września – przyszły król Niemiec i Czech Wacław IV Luksemburski ożenił się w Norymberdze z Joanną Bawarską.
- 30 grudnia – Grzegorz XI został wybrany na papieża.

## Urodzili się
- Paweł Włodkowic, uczony, pisarz religijny i polityczny, obrońca interesów Polski w sporach z Krzyżakami (ur. ok. 1370; zm. 1435 lub 1436)
- Lorenzo Monaco, malarz włoski, szkoły florenckiej (zm. 1425 we Florencji)

## Zmarli
- 5 listopada – Kazimierz III Wielki, król polski (ur. 1310)
- 6 grudnia – Rudolf II Askańczyk, władca Saksonii (ur. 1307)[2]
- 19 grudnia – Urban V, papież (ur. 1310)